# خوان بيورو
خوان بيورو (بالإسبانية: Juan Villoro) كاتب وصحفي وُلد في مدينة المكسيك يوم 24 سبتمبر 1956، حاز على جائزة هيرالد عام 2004 عن روايته الشاهد، وهي قصة خوليو بالديبيسو منفى مثل العديد من الشباب الذين خرجوا من بلادهم للدراسه في الخارج وبعد عدة أعوام يتركوا الأرض الغريبة التي احتوتهم، متوسعين في الأُفق. يقول خوان بيورو «في الحقيقة إن السعادة ليس لها تاريخ. هذه يمكن الاستمتاع بها في الحياة الحقيقية لكن يصبح ممل جداً تجربتها في الأدب» 
منذ قصصه الأولى المنشوره في نهايات فترة السبعينيات فإن خوان بيورو - بنظام قصصي ماهر ونثر واضح ومُكثف وحياديه صارمه ووزن شعرى صحيح بالإضافة إلى امتلاكه قائمه كبيرة ومتنوعه من المصادر- قام ببناء العمل الذي استمر في التطور عن طريق ممارسة العديد من الأجناس الأدبيه مثل الرواية والقصة القصيرة والمقال ومذكرات السفر وكتاب تأريخ والمقال الصحفي وكتاب للأطفال. وفي مرات قليله، كانت تتوافق المواهب المتباينه معا بشكل متناغم وخصب في نفس الكاتب. ويمثل خوان بيورو مع خورخي بولبي، أنجليس ماستريتا، ودانيال سادا الجيل الجديد من الكُتاب المكسيكين الذي استطاع تخطي حدود البلاد الأُخرى التي تتحدث اللغة الإسبانية.
يُعد هذا التنوع والوفرة في الخبرات نجح في عمل فنى الذي يضيف، إلى تنوع الأجناس الأدبيه، القدرة على الغوص في المجتمع المكسيكى وداخل سكانه، ذللك من منظور ذات طابع عالمى ليدنو من العلاقات بين الثقافة الأمريكية والأوروبيه، بدون التخلى عن مواضيع أو دخائل.مسكونه لمفقودات جليله ووحيده مُطارده بسبب علاقتهم الصعبة مع عالم غارق في الغموض، إن كتب خوان بيورو تمنح للقارئ أحياناً لعبه من التقاطعات مثل العالم الذي يوصفوه، الذي يكسبه يخسره وكل واحد حُر في غلق عينيه عن الدليل أو اكتشاف النظرة الثاقبه لمصيره.
في رواياته وقصصه ومقالاته والأحداث التي قام بتسجيلها وكتبه للأطفال فإن خوان بيورو (مدينه المكسيك،1956)قام بتطوير نثر لا يُمكن الخلط بينه وبين غيره من أنواع النثر حيث حصل على البعض من الجوائزالهامه في المكسيك وإسبانيا مثل خابير بياوروتيا وماثاتلان وخورخى ايرادلى وباثكيث مونتالبان
تم منح الكاتب المكسيكى خوان بيورو الجائزة الوطنية للصحافه ملك إسبانيا في فقرة أمريكا اللاتينية على تقريره "السجادة الحمراء، الحكم الإرهابى المخدر" منشور في الجريده اليومية الإسبانيه "جريدة كاتالونيا" في الأول من فيراير عام 2009.وفقاً لصحفى وكاتب مقالات ورسائل، في المكسيك "يوجد ثقافه خاصه بتجاره المخدرات في الشارع والتقاريرالإخباريه والأغنيات (مع تُجار المُخدرات) حيث يُمكن أن تعطى ظهور خاص كحاله اعتياديه ماينبغى أن يكون بأى حال من الأحوال.لجنة التحكيم في النسخة السابعة والعشرين من هذه الجوائز، حيث تمنح كل سنه إلى وكالة إيفي والوكالة الإسبانيه للتعاون الدولي للتنمية، ابرزت "نوع الكتابة ودقة التقرير والبصيرة في اختيار الموضوع ووجهات النظر المتعددة (الجماليه والموسيقيه والأدبيه والسياسيه والاجتماعيه)حيث من خلالهم قام الكاتب بتحليل واقع متعدد مثل تهريب المخدرات"
المؤلف الحائز على جائره اليوم، كان أيضاً مترجماًألمانياً للأعمال مثل «حيل» لأثور شنيتزلر و«الأمثال» لجورج كريستوف ليشتنبرج أو من الإنجليزيه «الجنرال» لجراهام جريني ومن بينها أمور أُخرى.وُهبت الجائزة الأمريكية ب12ألف و700دولار وتمثال من البرونز للفنان الإسبانى خواكين باكيرو تورثيو.وسيتم تقديم الجوائز في موعد يُحدد لاحقا، من قبل الملك خوان كارلوس ملك إسبانيا.
أيضاً من أعماله الأدبيه رواية «الشراع» والتي نتحكى انه كان يوجد وقت كانت الشواطئ فيه مكاناً للراحه.في وقت السياحة الشديد المسافرون يحتاجون لعواطف أُخرى.يكتشف ماريو مولر الروك السابق رؤيه مُحتمله في منطقة الكاريبي: ملذات الخوف.ويبنى على ضفاف واسعه من الشعاب المرجانيه الهرم، منتجع حيث يعرض تحكمات خطيره حتى أن يموت الغواص خارج المياه.التأمل في المخاطر التي نحتارها لتكثيف الحياة، هذه الرواية الشائقه تصف علم البيئة الجديد: التغير المناخى أفرغ الفنادق وغسيل الأموال جددهم مثل أشباح لحواضر مزدهره.تعد أيضاً رواية «الشراع» قصة صداقه وحب وفداء.بيورو، واحد من أفضل كُتاب أمريكا اللاتينيه، عقد الواقع بلمثاليه: مشكلات تلك الجنة هم فضائل لروايه مثاليه.

## سيرته الذاتية
هو ابن الفيلسوف لويس بيورو، درس علم الإجتماع في جامعة متروبوليتانا المستقله بمنطقة إيثتابالابا، إحدى المقاطعات الاتحاديه المكسيكيه. وشارك بيورو ضمن فريق عمل قصصي للكاتب الجواتامالى أوجوستو مونتيروسو. وكان بيورو مولعا بالروك حيث أنه قام بتأليف أغنيتين مع خوسيلو رانخيل قام بغنائها فريق الروك المكسيكي البديل كافي تاكوبا. وقد أدار بيورو البرنامج الإذاعي الجانب المظلم من القمر في الراديو التعليمي بين عامي 1977 و1981. وفي نفس العام فقد تم تعينه في الملحق الثقافي في سفارة المكسيك في ألمانيا الشرقية وظل ببرلين حتى عام 1984.
هو عضو نشط في الصحافة المكسيكيه حيث كتب حول العديد من الموضوعات منها الرياضة والروك والسينما بللإضافه إلى الأدب وقد شارك في العديد من الأوساط مثل مجلة ريبويلتا ومنشور نيكسوس ومجلة بروثيسو الإسبوعيه وتغير واونوماسون وصحيفه خورنادا المكسيكيه.قاد في هذه الصحيفة الأخيرة الملحق الثقافى للخورنادا بين عامى 1995 و 1998.لقد أصبح مؤرخ إخبارى في مختلف العوالم:إيطاليا 90 لجريده ناثيونال وفرنسا 98 لجريده خورنادا وفي ألمانيا عام 2006 وحديثاً في جنوب أفريقيا عام 2010.
أيضاً قد أصبح أستاذاً للأدب في الجامعة الوطنية المستقله في المكسيك وأستاذ زائر في عدة جامعات أخرى مثل: يالي وبوسطن وبومبيو فابرا وبرينثيتون.
نشر في عام 1991 روايته الأولى «لقطه من الأرجون» لكن نجاحه الأكبر كان ككاتب أطفال حتى ظهر في عام 2004 روايته «الشاهد» التي حصل من خلالها على جائزة «هيرالد» مُمنحه من قٍبل دار النشر «أناجراما».
إن مشاركته الأولى ككاتب حوار سينمائي كانت في فيلم «محيا نبته» من إخراج نيكولاس إتشيفاريا. تتصدر حالياً كل أيام الجُمُعات عموداً في جريده الإصلاح ويمتلك واحداً آخر في ملحق يوم الأحد «مجلة الكتب» للجريده اليومية التشيليه «الميركوريو». وهو في نفس الوقت مُشارك مُعتاد عليه في المجلة البوجوتانيه «المالبينسامينتو». لقد نجح كمترجم وبعض أعماله أصبحت مُترجمه إلى العديد من اللغات.
كان موجود في وقت حدوث زلزال تشيلى في عام 2010 وانتقد الأداء البطيء للحكومة في إعادة مواطنيها. يعيش بين إسبانيا والمكسيك حيث لديه شقه في حي إيكسامبل في برشلونة ويعلم الأدب في جامعة بومبيو فابرا.

### انتقادات للوسائل الرقمية
كان بيورو ناقد متكرر لمختلف الظواهر من الشبكات الاجتماعيه وعموماً في الدسيسه

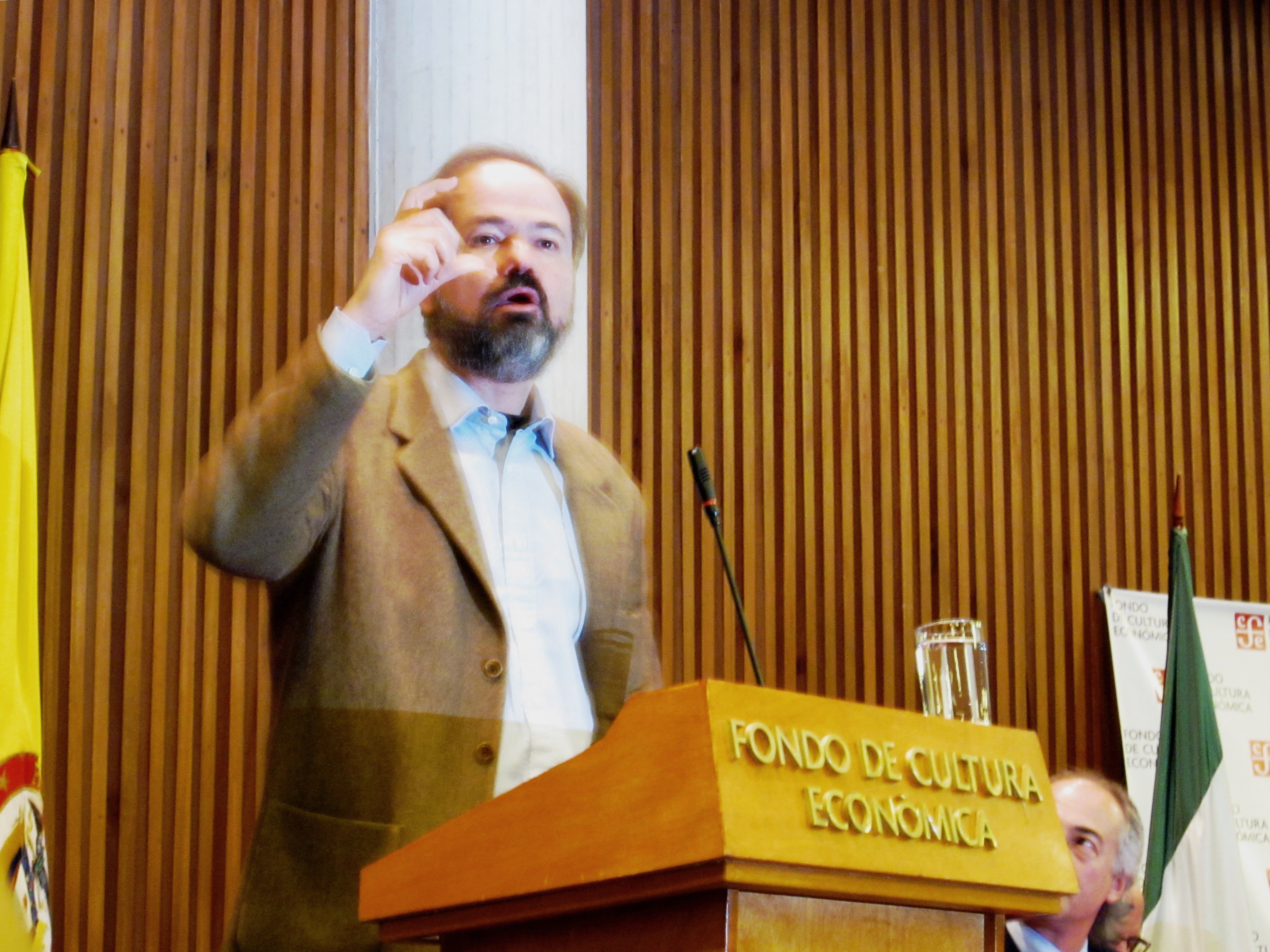
خوان بيورو ، المركز الثقافى " جابريل جارسيا ماركيز "

التي تُدخل المعلومات في الوسائل الرقمية. وفي هذا الصدد أشار إلى أن السلوك الإنسانى في تللك المجالات قد أعطى بدايه لحضاره من سوء الفٍهم مُشيراً إلى أن «لا هويه أمنه» وأن «أي شئ يُمكن ان يحل محل أي شئ» مُتسائلاً لو أن الظاهرة الرقمية لن يتم الأخذ بها في المستقبل كمصادر موثوق فيها لكشف الماضى مثل الذي لدى مُجتمعاتنا قانون هامورابى وحجر روسيتا أو نقوشات قصر نابوكودونوسور الثاني. ووفقاً لمقالات ويكيبيديا فإن المؤلف قد أشار إلى المخاطر التي ينقلوها عندما يدركو الأكاذيب ومتضمنه الافتراءات.

## الجوائز والأوسمة
- عام 1988 حصل على جائزة كواوتيموك للترجمة.
- عام 1994 حصل على جائزة المنظمة الدولية للكتاب للشباب للبروفيسور زيبر والجيتار الكهربي الأسطوري.
- عام 1999 حصل على جائزة خابير فياوروتيا للكتاب التجميعي المنزل يفقد.
- عام 2001 حصل على جائزة ماثاتلان للأدب لكتاب أثار شخصية.
- عام 2004 حصل على جائزة هيرالد لكتاب الشاهد.
- عام 2006 حصل على الجائزة الوطنية للصحافة باثكيث مونتالبان عن الله مستدير.
- عام 2008 حصل على جائزة أنتونين أرتاود في المكسيك عن المذنبين.
- عام 2009 حصل على جائزة ثيودات دى برشلونة، فئة الصحافة، لمقال «اكتشاف 3000 صورة من الحرب الأهلية» تم نشرها في 27 يناير لعام 2008 في صحيفة كاتالونيا.
- عام 2010 حصل على الجائزة الوطنية لصحافة ملوك إسبانيا، فئة جائزة إيبيروأمريكاعن «السجادة الحمراء» و «إمبراطورية المخدرات» نص منشور في دفتر الأحد لصحيفة كاتالونيا في الأول من فبراير لعام 2009.
- عام 2012 حصل على جائزة الآداب الإيبيروأمريكية خوسيه دونوسو.

## أعماله الأدبية

### الروائية
- لقطة من أرجون، الفاجورا،مدريد، 1991(أُعيد نشرها في عام 2005).
- القضية المعدة، الفاجورا،1997.
- الشاهد، أناجراما، 2004.
- نداءات من أمستردام، إينترثونال، بوينس أيرس،2007.
- شراع، أناجراما، 2012.

### القصص القصيرة
- ليلة المِلاحة، خواكين مورتيث، 1980، (أُعيد نشرها في عام 2005 بواسطه بلانيتا ميخيكو).
- الصاريج، خواكين مورتيث، 1985، (أُعيد نشرها في عام 2005 بواسطه بلانيتا ميخيكو).
- الحُجرة النائمة، مونتيه أفيلا،كاراكاس، 1992 (أُعيد نشرها لاحقاً في بلاد أُخرى).
- المنزل يفقد، ألفاجوارا، 1999 (أُعيد نشرها في عام 2012).
- المذنبين، ألماديا، المكسيك، 2007 (نشرها أناجراما في إسبانيا العام التالي).
- إلى الأمام: كيوتو، لا راتونا كارتونيرا، المكسيك، 2010، كارتونيرا الخاصة، مونتيبيديو، 2010.

### أحداث وصحافة أدبية
- الأوقات المنصرمة (أحداث خيالية)، صندوق الثقافة الاقتصادية، المكسيك، 1986.
- نخل النسمة السريعة : رحله ليوكاتان تحالف تحريري، المكسيك،1989.
- الأحد عشر من القبيلة ، أحداث من الروك وكرة القدم والفن وأكثر...أجيلار، المكسيك، 1995 (أُعيد نشرها في عام 2005 بواسطه تجميع الرسائل لإسبانيا وأمريكا اللاتينية).
- سفارى عرضية ، بلانتيا، 2005.
- الله مُستدير ، مقالات وأحداث حول كرة القدم، بلانتيا، المكسيك، 2006.
- النسيان، مسار مُختصر، مجلة المجتمع الجديد، رقم 212 ،نوفمبر-ديسمبر لعام 2007.
- خوف في المِرأه ، حدث من زلزال تشيلى عام 2010، كاندايا، برشلونة، 2011.
- هل يوجد حياه في الأرض؟ ، مقالات، ألماديا، المكسيك 2012 (في الحقيقة هي تدور عن«حكايات يومية تدور حول الاستفادة من الواقع مكتوبه قبل 17 سنه وتم ترشيحها في أعمدة صحفية»).
- حياة وموت دييغو أرماندو مارادونا ، حدث في الأصل في الله مُستدير، أناجراما، 2012.

### مقالات
- تأثيرات شخصية ، مقالات أدبية، أناجراما، 2001.
- العودة الأبدية للسيدة الملتحية : رحله إلى المكسيك، المالبينسامينتو، رقم 47.
- هذا ما يدور ، مقالات أدبية، أناجراما، 2008.
- الصوت في الصحراء ، الهيئة الوطنية لعٍلم الإنسان والتاريخ،المكسيك، 2009.
- الماكينة العارية ، تايير ديتوريا، المكسيك، 2009، يتضمن أربع مقالات:
- حكايات خوان كارلوس أونيتى؛ حنق أفكار، حكايات ريكاردو بيجليا؛ الماكينة العارية، حول «التنفس الاصطناعي» والتاريخ كمشكلة، سُلطه الصوت.

### أدب الطفل والشباب
- الأشياء الجيدة السرية، مرجعية ثقافية واقتصادية، المكسيك،1985.
- البروفيسور زيبر والجيتار الكهربى الأسطورى ، ألفاجوارا مجموعة سانتييانا،1992.
- علقة الطريق السريع ، ألفاجوارا،1998.
- شاى البُرغىَ للبروفيسور زيبر ، ألفاجوارا مجموعة سانتييانا،2000.
- صيادون الكروكيت ، سانتا ماريا(س م)، المكسيك،2007.
- الكتاب الحامى ، مرجعية ثقافية وإقتصاديه،وزاره التربية والتعليم، المكسيك،2008.
- تاكسى الدُمى،سانتا ماريا(س م)، المكسيك،2008.
- القطرة الغليظة،سانتا ماريا(س م)، المكسيك،2010.

### كتب مشتركة
- جنائز احتياطية: صور وأساطير، مع روخيليو نارانخو؛[خواكين مورتيث ، المكسيك 2006.
- جمجمة من البلور، كوميديا مع نيكولاس إيتشافاريا: تأملات بيف، الطابق السادس، مدريد،2012.
- بيرلين (مُقسم)، مع الروائي الأرجنتينى ماتيلدى سانتشيث، محررين إجمالين،نيويورك، 2012.يتضمن ثلاث تسجيلات للأحداث:

- بيرلين، عاصمه نهايه العالم وبيرلين، خريطة لفقدان بيورو وبيرلين 86 لسانتشيث.

### أعمال أخرى
- الخريطة المتحركة،قصة، بلاثا وبالديث، المجلس الوطني للثقافة والفنون، المكسيك،1995.
- مانويل فلاجيريث، حد أقصى من التتابعات، المجلس الوطني للثقافة والفنون في المكسيك،1997.
- موت جزئي، مسرح، طبعات المعجزة، المجلس الوطني للثقافة والفنون، المكسيك،2008.

## الشاهد (رواية)
خوان بيورو يعطي في رواية الشاهد رؤيه خام ويائسه عن المكسيك الفعليه حيث بعد سبع عقود مع العقوبات الدولية للإصلاح في الحكم المُشتهى بدون القدرة على الاقتراب إلى النموذج الديمقراطى للغرب.بواقعيه وبطبيعيه يرسم فسيفساء المجتمع حيث يشمل الخادمين حتى أقطاب العالم من الإتصال. على الرغم من أنها روائية إلا أن قصة خوليو بالدابيسو- بطل رواية الشاهد- بالأحرى تظهر أنها رؤيه للتنديد بلألم الذي يشعر به شخص تم نفيه للعوده إلى أصله وملاحظة أن كل شيء أصبح متساوٍ أوأصبح أسوء مما كانت عليه عندما غادر.
تُظهر رواية الشاهد بلد مُقسمه ليس فقط في الاختلافات البارزه الاقتصادية ولعدم وجود طبقه وسطى، أيضاً للقناعات السياسية والدين.يُظهر بطريقه إنسانيه بدون دراما أو تبسيط النوع «الخيرون مقابل الأشرار» دراما معتاد عليها جدا في القرن العشرين: لأمه تنقسم إلى قسمين بعد مبارزه بين الأشقاء.

إن رواية الشاهد لخوان بيورو من أبرز الروايات والتي نال من خلالها على جائزة هيرالد عام 2004 حيث تدور أحداث  الرواية حول خوليو بالديبيسو ، مُفكر مكسيكى مُهاجر إلى أوروبا، بروفيسور في جامعة ناتيرى، رجع إلى بلده بعد غياب طويل.
خسر أخيراً الحزب التأسيسى الثورى في الانتخابات وبدأ مرحله انتقاليه مختلفه. لكن هذه العودة لحاضر مختلف جداً عن الذي تركه عندما رحل، ستتحول إلى فرصه لفك شفره ماضيه، ماضى عائلته وبلده، في روايه حيث تظهر الحبكة الدراميه كأليه مؤرقه من الدقة. لأن خوليو، مثل كل المنفيين، رجع لهذا الوقت الغريب من العوائد، ماضى دائماً حاضر حيث يلتأم شمل شخص ما مع شبح ما يُمكن أن يكون، بتضليل مستحيل للعوده للحياه التي تركها. وفي هذه المُقايضه المُغريه والرهيبه يحدث التئام الشمل الذي أوصله إلى الحب الضائع، إلى حلقه من حرب كريستيرا التي يعتمد عليها اسمه الخاص، إلى الأسطورة الحيه الشاعر رامون بيريث بيلاردى، يُعد الشاعر الأول الحديث في المكسيك، الذي عاش وكتب أيضاً في فترة أُخرى من التحول، هناك انحناء للوقت حيث يُمكن أن يكون أول الشعراء الجُدد أحياناً يكون الأخير من القدماء.
مُراجعه ساخره للأساطير وحالة وسائل الإعلام للعالم المُعاصر، استرجاع مُبهج للشعر كركيزه خالده في فوضى التاريخ. تُعد رواية الشاهد واحده من أكثر الروايات الناشطة والذكية في أدب أمريكا اللاتينية المُعاصر. أو من الأدب المُعاصر، دون المزيد، التي بها خوان بيورو يقع في المرتبة الأولى من كُتاب جيله.
يعود بالديبييسو مع زوجته وبناته من فرنسا الي المكسيك ليستعيد الماضي الذي لم يعشه من قبل هناك (المكسيك)والذي بالطبع لن يسجله في ملف الذكريات اليومية ولا حتي في الملف المرتبط بالأحداث ذات الصلة.البلد مختلفه، الحزب السياسى، متآلف الذي حكمها من عقود من الزمان كان من المبانى العامة، السكان يرسمون بغير مهاره مجتمع آملاً وأكثر عدلاً.
يسعى خوليو إلى معرفة التغيرات الغير ناجحه حيث سافر إلى العمق لكى يتواجه مع الماضى المألوف في القرية «طُرق العم دوناسيانو».تروق الأرض الريفيه له على الرغم من أن الاقتراب من ذاكرة الشاعر المكسيكى الحديث رامون لوبيث بالديرا(1888-1921)يُعد له مشكلة.
حدث أن عند استعجاله للذهاب إلى الدراسة في فلورينسيا في إيطاليا، انتحل هوية طالب من أوروغواي مقتول على يد الجنود الموجودين في المقاطعة في جنوب أمريكا. النص وجده في مكتبة الجامعة حيث قام بلخدمه الاجتماعيه الجبريه للحصول على لقب مُحترف. الخطيئة حملته دائماً في السر الأكثر عُمقاً، اسم الشاعر لوبيث بيلاردى ، الموضوع الرئيسى للنص ، قام بتحصيله ليالٍ كتيره سابقه ليوم الامتحان الأخير.
إن زيارة ملكيه العم تراقبه بأشباح الشاعر وأشباح نيبيس، الحب الأول الذي لم يتوافق أبداً مع الهدف من حياه مُشتركه ويُضاف لذلك تلك المُحادثات الطويلة مع القِس مونتيبيردى الذي يعترف إليه العم بخطايا خياليه. ذِكرى صفحات شريره من التاريخ، حرب كريستيرا التي كانت يُشير فيها إلى الحماس ضد هؤلاء المُنافقين المُصاحبين للنفاق الموجودين في الكنيسة من أجل إحداث الضجيج.
تُعد رواية الشاهد، خوان بيورو، شاهدً على التغيرات السياسية ، التأثير على الأسرة المُباشره ، في الملكية الريفيه الفسيحه للعم دوناسيانو والحب الضائع في الماضى.
النص لامع ومُتطور بطريقه ذكيه. يتحدث الأشخاص بطريقه طبيعيه والأصوات الإيقاعيه تُحدث اختلافات ثقافيه واضحة. إن وصف المدينة والمحافظة والعادات الحضريه والريفيه وأشكال الحياة وتقاليد البلد المُتغيره أعطو للقارئ حِس إظهارهم بنفسه.

## وصلات خارجية
- خوان بيورو على موقع IMDb (الإنجليزية)
- خوان بيورو على موقع قاعدة بيانات الفيلم (الإنجليزية)

- ملف شخصي عن خوان بيورو في مكتبة ثيربانتس الافتراضية.
- صفحة بيورو في النادى الثقافى لفناFnac.
- ملف شخصي عن بيورو في إسكرتورس بنتو أورج.
- الرغبات السرية ، قصة لبيورو في المجلة الرقمية للمكتبة المركزية لولاية هيدالجو.
- النظام الساقط ، قصه لبيورو يحتويها كتاب المذنبين ، ألماديا 2007 وأُعيد انتاجها في مجلة جامعة المكسيك ، رقم 35، يوليو 2008.
- الحجرة النائمة ، قصه لبيورو منشورة في صحيفة لاتيرال وأُعيد إنتاجها في أدب بنتو كوم.
- يامبالالون وكلابه السبعة ، قصة من كتاب الحجرة النائمة(تحرير إنسانيات عام 2008).
- أعمال خوان بيورو في المكتبة الافتراضيه ميجيل دي ثيربانتس.